# میره جین
میره جین یک روستا در ایران است که در دهستان خورش رستم شمالی واقع شده‌است. میره جین ۱۷۶ نفر جمعیت دارد.